# Wu Yiwen
Wu Yiwen (chiń. 吴怡文; ur. 5 sierpnia 1986 w Szanghaju) – chińska pływaczka synchroniczna, wicemistrzyni olimpijska z Londynu.
Brała udział w igrzyskach azjatyckich rozgrywanych w Dosze i Kantonie, tam wywalczyła łącznie trzy złote medale.
W 2011 wystartowała w mistrzostwach świata w Szanghaju. Zdołała tam wywalczyć trzy srebrne medale.
W 2012 startowała na letnich igrzyskach olimpijskich w Londynie, biorąc tam udział wyłącznie w konkurencji drużyn. W tej konkurencji Chinka wywalczyła srebrny medal dzięki uzyskanemu rezultatowi 194,01 pkt.